# تافراوت المولود (تفراوت المولود)
تافراوت المولود هي إحدى مشيخات المملكة المغربية، تتبع جغرافيا لإقليم تيزنيت وإداريًا لتفراوت المولود. يقدر عدد سكانها بـ 3476 نسمة حسب الإحصاء الرسمي للسكان والسكنى لسنة 2004. متبعة قياديا لأنزي، تشتهر تافراوت المولود بمدرستها العتيقة التي تستقطب طلاب من جميع جهات المملكة.